# Sahalinski zaliv
Sahalinski zaliv (rusko Сахалинский залив, latinizirano: Sahalinskij zaliv) je zaliv v zahodnem delu Ohotskega morja, ki je robno morje Tihega oceana. Pripada Rusiji znotraj meja Habarovskega okraja in Sahalinske oblasti. Ima površino približno 14.000 km2.
Sahalinski zaliv na zahodu meji na azijsko celino severno od ustja reke Amur, na vzhodu pa na severno obalo otoka Sahalin. Na severu je odprt na osrednji del Ohotskega morja. Dolg je približno 100 kilometrov, širok pa največ 160 kilometrov. Dolžina obale je približno 315 kilometrov.
Sahalinski zaliv je razmeroma plitev. V skrajnih južnih predelih je njegova največja globina približno 40 metrov. Proti jugu je preko Amurskega limana in Preliva Nevelskega povezan s Tatarskim prelivom. Na azijski celini oziroma južnem delu zahodne obale Sahalinskega zaliva je Zaliv Sčastja, ki ima obliko lagune in vsebuje delto reke Iska. Na severni obali otoka Sahalin sta še dva zaliva, ki imata obliko lagune: Bajkalski zaliv z ribiškim pristaniščem Moskalvo in zaliv Pomor. Pred tema dvema zalivoma je majhen peščeni otok Uš, ki je edina kopenska masa znotraj Sahalinskega zaliva.
Sahalinski zaliv je poledenel od sredine novembra do konca aprila, ob vplivu hladnih vetrov s severa pa lahko celo do junija. Pobrežje je večinoma nižinsko. Višina gladine morja se med plimovanjem spremeni za dva ali tri metre.
V Sahalinskem zalivu obstaja ribiška dejavnost. Med ribami, ki jih lovijo, sta najbolj pogosti vrsti losos in trska. Spomladi in poleti v Sahalinski zaliv priplujejo številne beluge, ki se tukaj prehranjujejo z ribami, ki potujejo na drstišča.